# Comtesse de Noghera
'Comtesse de Noghera' est un cultivar de rosier thé obtenu en France en 1902 par le rosiériste Gilbert Nabonnand, grand spécialiste des rosiers thé. Cette rose est toujours commercialisée et particulièrement appréciée sous le climat méditerranéen. Elle doit son nom à la comtesse de Noghera née princesse Aurore Demidoff (1873-1904) qui faisait des séjours sur la Côte d'Azur. Elle est enterrée à Nice au cimetière de Caucade.

## Description
Le buisson très florifère de 'Comtesse de Noghera' s'élève de 100 à 120 cm pour une largeur de 90 cm sous un climat doux, sinon il s'élève plutôt de 80 cm à 100 cm. Ses épines sont courtes, mais acérées.
Il s'agit d'une rose d'un rose saumonné très pâle, plus prononcé au cœur, et virant au chamois. Elle est grosse et très double et sa floraison est remontante,, celle de juin étant particulièrement abondante. Elle est agréablement parfumée. 
Sa zone de rusticité est de 6b à 9b. Elle supporte donc les hivers à -10°, mais a besoin d'être protégée. Elle peut être mise en pot.
On peut l'admirer à l'Europa-Rosarium de Sangerhausen.
'Comtesse de Noghera' est issue d'un croisement 'Reine Emma des Pays-Bas' (1879, rosier thé, Nabonnand) x 'Paul Nabonnand' (1877, rosier thé, Nabonnand).